# Szózat

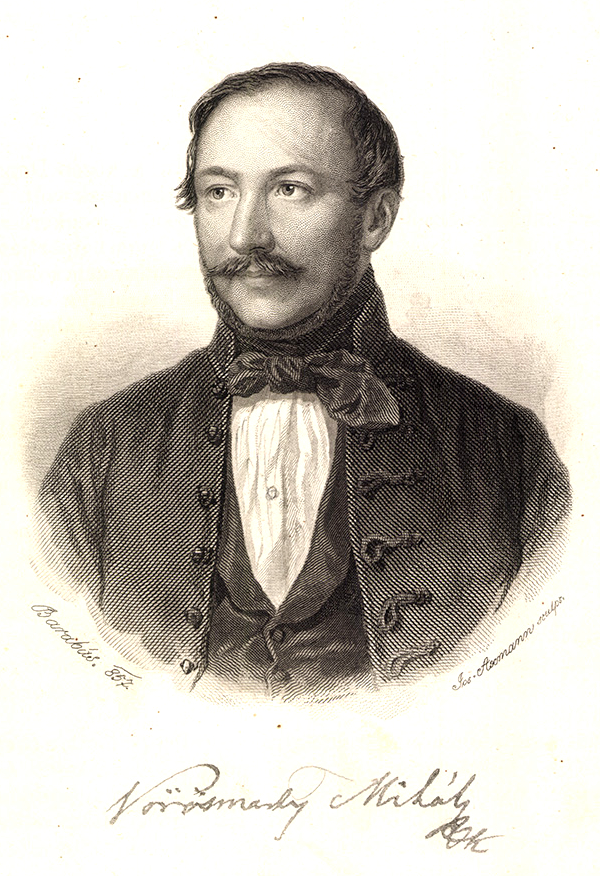
Mihály Vörösmarty

Szózat (Výzva) je druhou hymnou Maďarska. Text napsal Mihály Vörösmarty v roce 1836, hudbu složil Béni Egressy v roce 1843.

## Historie
Szózat vznikl o pár let později nežli Himnusz. I když jsou si obě skladby velice podobné po vzniku samostatného Maďarska se stal státní hymnou Himnusz. Po pádu Maďarského povstání v roce 1956 se János Kádár pokusil nahradit Himnusz skladbou Szózat, ovšem selhal. Státní hymnou zůstal i nadále Himnusz a text byl opět vrácen. Po pádu komunistického režimu v roce 1989 se Himnusz stal oficiální státní hymnou současného Maďarska.

## Význam
Szózat má stejně významné postavení jako Himnusz, ale na rozdíl od něj není zakotven v Maďarské ústavě. Protože jsou obě hymny velice významné, hrají se při oficiálních příležitostech Himnusz na začátku a Szózat na konci.

## Text
| Szózat Hazádnak rendületlenűl Légy híve, ó magyar; Bölcsőd az s majdan sírod is, Mely ápol s eltakar. A nagy világon e kívűl Nincsen számodra hely; Áldjon vagy verjen sors keze: Itt élned, halnod kell. Ez a föld, melyen annyiszor Apáid vére folyt; Ez, melyhez minden szent nevet Egy ezredév csatolt. Itt küzdtenek honért a hős Árpádnak hadai; Itt törtek össze rabigát Hunyadnak karjai. Szabadság! itten hordozák Véres zászlóidat, S elhulltanak legjobbjaink A hosszu harc alatt. És annyi balszerencse közt, Oly sok viszály után, Megfogyva bár, de törve nem, Él nemzet e hazán. S népek hazája, nagy világ! Hozzád bátran kiált: "Egy ezredévnyi szenvedés Kér éltet vagy halált!" Az nem lehet, hogy annyi szív Hiába onta vért, S keservben annyi hű kebel Szakadt meg a honért. Az nem lehet, hogy ész, erő És oly szent akarat Hiába sorvadozzanak Egy átoksúly alatt. Még jőni kell, még jőni fog Egy jobb kor, mely után Buzgó imádság epedez Százezrek ajakán. Vagy jőni fog, ha jőni kell, A nagyszerű halál, Hol a temetkezés fölött Egy ország vérben áll. S a sírt, hol nemzet sűlyed el, Népek veszik körűl, S az ember millióinak Szemében gyászköny űl. Légy híve rendületlenűl Hazádnak, ó magyar: Ez éltetőd, s ha elbukál, Hantjával ez takar. A nagy világon e kivűl Nincsen számodra hely; Áldjon vagy verjen sors keze: Itt élned, halnod kell. |